# 戸澤真帆
戸澤 真帆（とざわ まほ、1962年 - ）は、フリーアナウンサーで、元テレビ宮崎社員、アナウンス指導講師、兵庫県神戸市出身。

## 履歴
- 兵庫県立神戸高等学校時代に1980年度NHK杯全国高校放送コンテストに出場し、アナウンス部門で入賞している[3]。
- 神戸大学教育学部卒業後、1985年にテレビ宮崎に入社[2]。
- 5年間活躍したあとフリーとなり、東京に活動の拠点を移した。
- 一時、夫の転勤により福岡で活動していたこともあった[1]。

## エピソード
- テレビ宮崎時代、フジテレビジョン『金曜おもしろバラエティ～さんま・一機のその地方でしか見られない面白そうな番組を全国のみんなで楽しく見ちゃおうとする番組』の4回目に局代表として出演。司会の明石家さんまと小堺一機に徹底的にいじられたが（当時さんまが『オレたちひょうきん族』で披露していたギャグ「いらっしゃいまホ!」をやらされるなどした）、同番組のシリーズではテレビ宮崎が全国的認知を得ていたこともあり、これをきっかけに知名度を上げることとなった。
- 日本テレビ放送網『ズームイン!!朝!』リポーターだった頃に阪神・淡路大震災が発生し、実家も被災。当時の司会者・福留功男が戸澤の母親に電話をかけ現地の状況を聞き、その模様が生放送で全国に流れた。数日後戸澤も緊急帰郷し、実家の後片付けをしながら“地元”の立場で現地の様子を全国に伝えた。

## 過去の出演番組
- さんさんサタデー（テレビ宮崎）
- 一億人のテレビ夢列島'89（テレビ宮崎代表として、フジテレビ）
- ズームイン!!朝!（日本テレビリポーター）
- 阿刀ゆうじのぶっつけ本番（KBCラジオ）